# Cylindromyia completa
Cylindromyia completa är en tvåvingeart som beskrevs av Charles Howard Curran 1927. Cylindromyia completa ingår i släktet Cylindromyia och familjen parasitflugor.
Artens utbredningsområde är Kongo. Inga underarter finns listade i Catalogue of Life.